# 姉 (映画)
『姉』（あね）は、1931年（昭和6年）12月24日公開の高見貞衛監督の映画。製作は新興キネマ。

## キャスト
- 小原道子…水原玲子
- 進藤…若葉馨
- 道子の弟・信二…淀川辰夫
- 信二の妻・篤子…近松里子
- 篤子の母…小松春江

## スタッフ
- 監督：高見貞衛
- 原作・脚本：山内英三

## 主題歌
- 「丘を越えて」（歌：藤山一郎、作詞：島田芳文、作曲：古賀政男） コロムビアレコードより発売。